# Гинекей

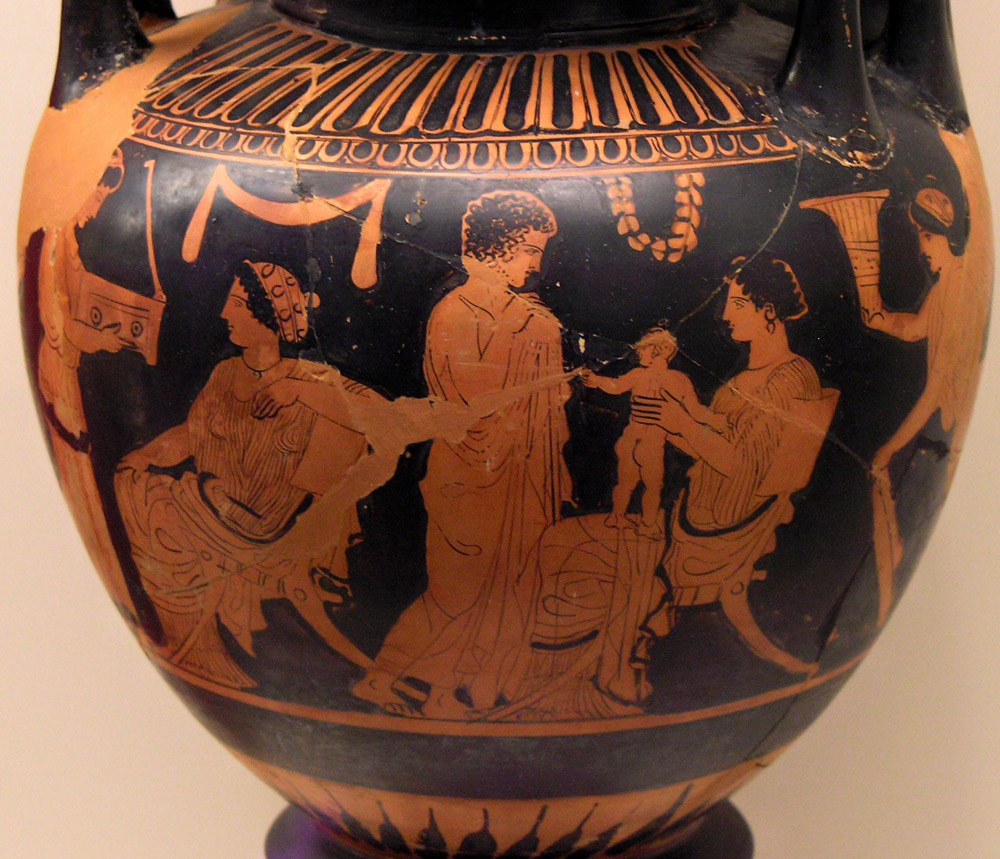
Сцена в гинекее. Роспись на древнегреческой вазе, ок. 430 до н. э. Лувр

Гинекей или гинекейон (др.-греч. γυναικείον, или γυναικον — женский) — в Древней Греции — женские покои в доме, занимавшие его заднюю часть или второй этаж. Гинекей сообщался с мужской залой посредством особой двери и состоял обычно из спальни для супругов (θάλαμος), комнаты, где помещались дочери, и комнат, где работала женская прислуга. Позади гинекея нередко был расположен небольшой сад. Быт гинекеев, занятия женщин хозяйством, шитьём, игрой с детьми и многое другое нашло отражение в античном искусстве: в росписи миниатюрных фигурных сосудов, танагрских статуэтках.
В позднейшие времена Римской империи и Византии гинекеями назывались ткацкие мастерские (как государственные, так и частные), в которых работали не только женщины, но и мужчины-рабы. Гинекеи Константинополя были знамениты шёлковыми тканями и парчой до X века.
Гинекеем также иногда называют верхние галереи в греческих церквах (хоры).